# 贝斯5型
贝斯5型(BES-5)，也被称为布克(Bouk)或比克(Buk)，俄语:бук，翻译为“山毛榉”，是前苏联制造的一种热传导发电机，用于为US-A(罗萨特)计划中的31颗卫星提供电力，它的热源来自一座铀-235快中子反应堆(FNR)。

## 背景
航天器核反应堆通常为快堆，这主要是普通慢化剂材料(碳、水)会增加体积和质量，这在宇宙飞船中是不期望的；其次，出于核技术的原因，燃料必须高度浓缩，以达到轻量临界质量(类似于核潜艇上的小型反应堆设计)。请注意，一些铀238(可增殖而不可裂变)将在运行过程中转换为钚239，这在设计和估算输出功率及预期使用寿命时都必须加以考虑。

## 反应堆设计
贝斯5型快堆的设计思路为，在一亚临界组件中插入一根可裂变材料棒，通过功率水平的反馈及监测，采用机械控制系统调控，使反应堆保持在缓发临界而非瞬发临界状态。
该反应堆的燃料芯直径0.24米，长0.67米，总成重53公斤，含有31-44公斤浓缩铀。整个反应堆包括辐射屏蔽层，重385公斤。
铀燃料为丰度90%以上的铀235，通过热电转换产生3千瓦的电能，热能输出为100千瓦。

## 太空应用
贝斯5型反应堆已被应用在多达31颗卫星中，为US-A监视卫星的雷达单元供电。按照设计，反应堆在运行寿命结束时将被推升至更高轨道中，以防止放射性燃料重新进入地球大气层。
有数起事故与弹射系统故障有关，最著名的是宇宙954号，它的碎片散落在加拿大各地。宇宙1402号也重新返入了大气层，但在远离居民区的大西洋上空被烧毁。宇宙1900号未能到达处置轨道，并一直在近地轨道运转。

## 另请参阅
- 罗马什卡反应堆
- 斯纳普10A型
- 托帕兹核反应堆
- 太空中的核动力系统列表